# Wapenschilden Kohnstammhuis
De Wapenschilden Kohnstammhuis zijn twee artistieke kunstwerken in Amsterdam-Oost.

## Beelden
De maker Leo Brom was zowel beeldhouwer als edelsmid. Deze twee functies kon hij combineren bij het maken van twee wapenschilden voor het Kohnstammhuis van architect Gijsbert Friedhoff, dat in 1958 opgeleverd werd. Het wapenschild boven de linker toegangsdeur draagt het wapen van Nederland met als wapenspreuk Je maintiendrai. Het wapenschild boven de rechter toegangsdeur draagt het wapen van Amsterdam met daaronder de wapenspreuk Heldhaftig, vastberaden, barmhartig. Beide wapenschilden zijn uitgevoerd in donker brons met een kleurig middenstuk.

## Afbeeldingen

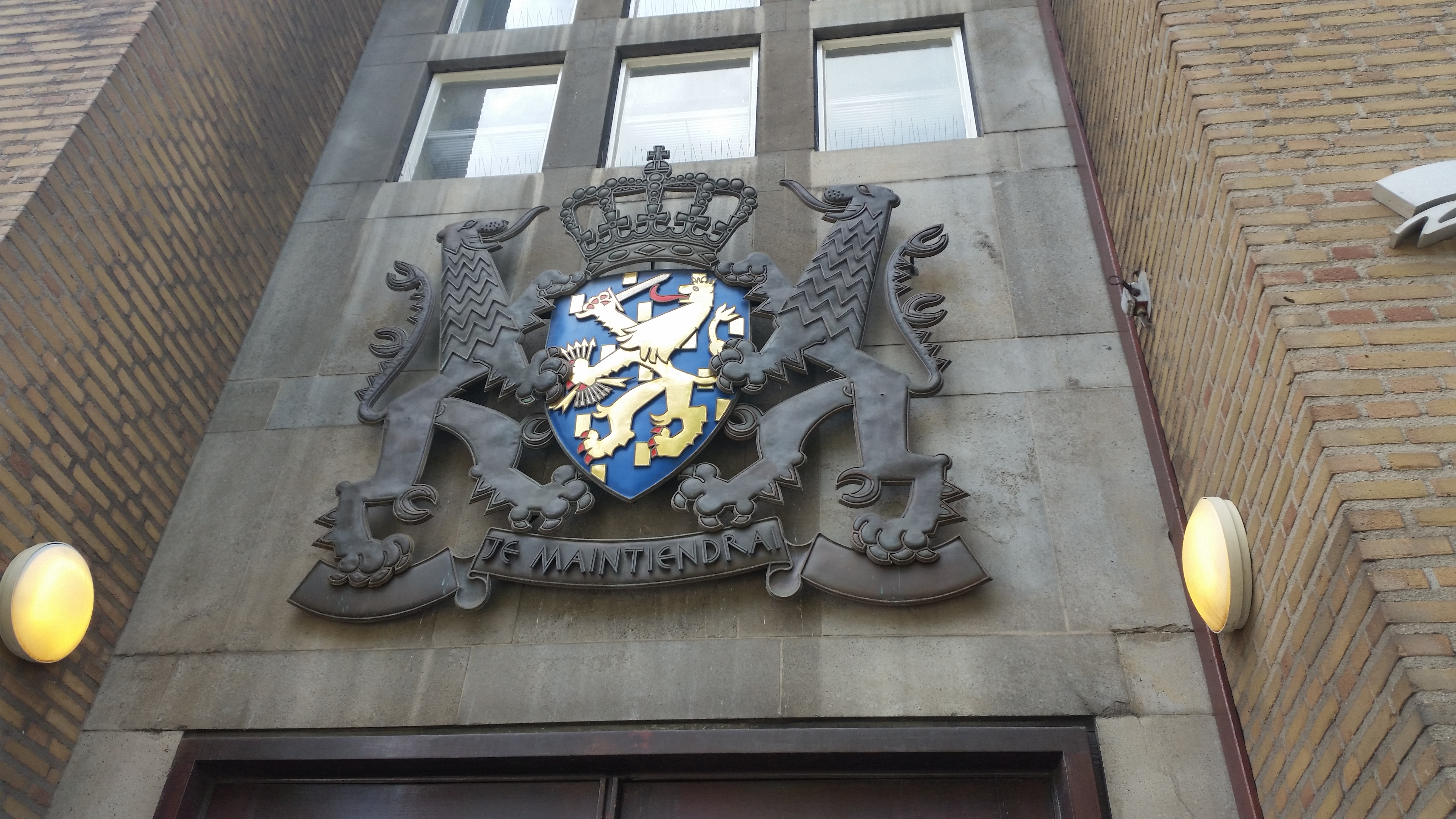
Wapenschild van Nederland boven linker toegang (juli 2020)

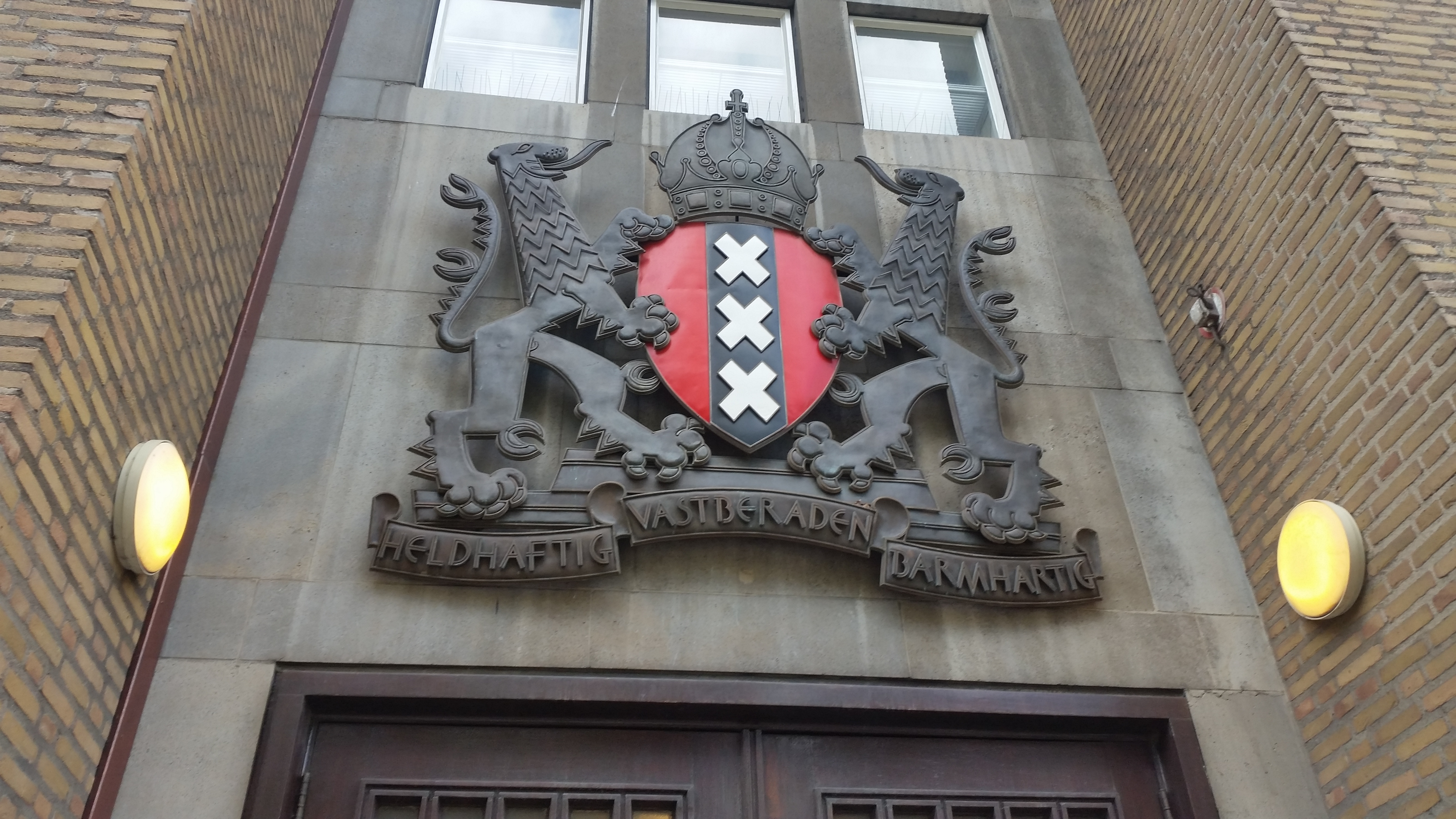
Wapenschild van Amsterdam boven rechter toegang (juli 2020)